# Skate America de 2010
O Skate America de 2010 foi a vigésima nona edição do Skate America, um evento anual de patinação artística no gelo organizado pela United States Figure Skating Association, e que fez parte do Grand Prix de 2010–11. A competição foi disputada entre os dias 11 de novembro e 14 de novembro, na cidade de Portland, Oregon, Estados Unidos.

## Eventos
- Individual masculino
- Individual feminino
- Duplas
- Dança no gelo

## Medalhistas
| Evento                        | Ouro                                         | Prata                                            | Bronze                                           |
| Individual masculino detalhes | Daisuke Takahashi · Japão                    | Nobunari Oda · Japão                             | Armin Mahbanoozadeh · Estados Unidos             |
| Individual feminino detalhes  | Kanako Murakami · Japão                      | Rachael Flatt · Estados Unidos                   | Carolina Kostner · Itália                        |
| Duplas detalhes               | Aliona Savchenko · Robin Szolkowy · Alemanha | Kirsten Moore-Towers · Dylan Moscovitch · Canadá | Sui Wenjing · Han Cong · China                   |
| Dança no gelo detalhes        | Meryl Davis · Charlie White · Estados Unidos | Vanessa Crone · Paul Poirier · Canadá            | Maia Shibutani · Alex Shibutani · Estados Unidos |

## Resultados

### Individual masculino
| Pos.              | Nome                 | Nacionalidade  | Pontos | PC         | PL          |
| ----------------- | -------------------- | -------------- | ------ | ---------- | ----------- |
| Medalha de ouro   | Daisuke Takahashi    | Japão          | 227.07 | 78.12 (2)  | 148.95 (1)  |
| Medalha de prata  | Nobunari Oda         | Japão          | 226.09 | 79.28 (1)  | 146.81 (2)  |
| Medalha de bronze | Armin Mahbanoozadeh  | Estados Unidos | 211.17 | 67.61 (4)  | 143.56 (3)  |
| 4                 | Adam Rippon          | Estados Unidos | 203.12 | 73.94 (3)  | 129.18 (7)  |
| 5                 | Daisuke Murakami     | Japão          | 203.00 | 67.01 (5)  | 135.99 (4)  |
| 6                 | Kevin van der Perren | Bélgica        | 194.63 | 62.22 (8)  | 132.41 (5)  |
| 7                 | Adrian Schultheiss   | Suécia         | 188.20 | 63.71 (7)  | 124.49 (9)  |
| 8                 | Shawn Sawyer         | Canadá         | 186.62 | 56.94 (11) | 129.68 (6)  |
| 9                 | Stephen Carriere     | Estados Unidos | 184.20 | 59.14 (10) | 125.06 (8)  |
| 10                | Song Nan             | China          | 180.10 | 62.21 (9)  | 117.89 (10) |
| 11                | Denis Ten            | Cazaquistão    | 176.11 | 64.50 (6)  | 111.61 (11) |
| 12                | Viktor Pfeifer       | Áustria        | 162.47 | 55.01 (12) | 107.46 (12) |

### Individual feminino
| Pos.              | Nome                 | Nacionalidade  | Pontos | PC         | PL         |
| ----------------- | -------------------- | -------------- | ------ | ---------- | ---------- |
| Medalha de ouro   | Kanako Murakami      | Japão          | 164.93 | 54.75 (2)  | 110.18 (2) |
| Medalha de prata  | Rachael Flatt        | Estados Unidos | 162.86 | 51.02 (4)  | 111.84 (1) |
| Medalha de bronze | Carolina Kostner     | Itália         | 154.87 | 60.28 (1)  | 94.59 (6)  |
| 4                 | Joshi Helgesson      | Suécia         | 146.90 | 51.17 (3)  | 95.73 (5)  |
| 5                 | Amélie Lacoste       | Canadá         | 146.68 | 50.55 (6)  | 96.13 (4)  |
| 6                 | Viktoria Helgesson   | Suécia         | 142.26 | 41.91 (12) | 100.35 (3) |
| 7                 | Elene Gedevanishvili | Geórgia        | 139.36 | 45.27 (8)  | 94.09 (7)  |
| 8                 | Maé Bérénice Méité   | França         | 137.05 | 48.27 (7)  | 88.78 (8)  |
| 9                 | Caroline Zhang       | Estados Unidos | 132.49 | 50.66 (5)  | 81.83 (10) |
| 10                | Jenna McCorkell      | Reino Unido    | 127.76 | 42.87 (11) | 84.89 (9)  |
| 11                | Kwak Min-jung        | Coreia do Sul  | 125.21 | 44.41 (10) | 80.80 (11) |
| 12                | Alexe Gilles         | Estados Unidos | 122.46 | 44.86 (9)  | 77.60 (12) |

### Duplas
| Pos.              | Nome                                    | Nacionalidade  | Pontos | PC        | PL         |
| ----------------- | --------------------------------------- | -------------- | ------ | --------- | ---------- |
| Medalha de ouro   | Aliona Savchenko / Robin Szolkowy       | Alemanha       | 197.70 | 63.99 (1) | 133.71 (1) |
| Medalha de prata  | Kirsten Moore-Towers / Dylan Moscovitch | Canadá         | 175.48 | 61.64 (2) | 113.84 (2) |
| Medalha de bronze | Sui Wenjing / Han Cong                  | China          | 170.07 | 57.53 (4) | 112.54 (3) |
| 4                 | Caydee Denney / Jeremy Barrett          | Estados Unidos | 166.42 | 58.49 (3) | 107.93 (4) |
| 5                 | Ksenia Stolbova / Fedor Klimov          | Rússia         | 159.49 | 53.73 (5) | 105.76 (6) |
| 6                 | Marissa Castelli / Simon Shnapir        | Estados Unidos | 153.33 | 47.24 (7) | 106.09 (5) |
| 7                 | Felicia Zhang / Taylor Toth             | Estados Unidos | 126.70 | 48.13 (6) | 78.57 (7)  |
| 8                 | Stacey Kemp / David King                | Reino Unido    | 115.92 | 42.00 (8) | 73.92 (8)  |

### Dança no gelo
| Pos.              | Nome                                         | Nacionalidade  | Pontos | DC        | DL        |
| ----------------- | -------------------------------------------- | -------------- | ------ | --------- | --------- |
| Medalha de ouro   | Meryl Davis / Charlie White                  | Estados Unidos | 156.68 | 63.62 (1) | 93.06 (1) |
| Medalha de prata  | Vanessa Crone / Paul Poirier                 | Canadá         | 149.08 | 60.41 (2) | 88.67 (2) |
| Medalha de bronze | Maia Shibutani / Alex Shibutani              | Estados Unidos | 144.81 | 56.46 (4) | 88.35 (3) |
| 4                 | Kaitlyn Weaver / Andrew Poje                 | Canadá         | 142.34 | 59.48 (3) | 82.86 (4) |
| 5                 | Ekaterina Riazanova / Ilia Tkachenko         | Rússia         | 137.14 | 55.52 (5) | 81.62 (5) |
| 6                 | Lynn Kriengkrairut / Logan Giulietti-Schmitt | Estados Unidos | 130.72 | 52.13 (6) | 78.59 (6) |
| 7                 | Cathy Reed / Chris Reed                      | Japão          | 113.39 | 44.40 (8) | 68.99 (7) |
| 8                 | Penny Coomes / Nicholas Buckland             | Reino Unido    | 111.29 | 49.43 (7) | 61.86 (8) |
| 9                 | Stefanie Frohberg / Tim Giesen               | Alemanha       | 104.18 | 44.03 (9) | 60.15 (9) |

## Quadro de medalhas
| Ordem | País           | Medalha de ouro | Medalha de prata | Medalha de bronze |    | Ordem por total |
| ----- | -------------- | --------------- | ---------------- | ----------------- | -- | --------------- |
| 1     | Japão          | 2               | 1                |                   | 3  | 2               |
| 2     | Estados Unidos | 1               | 1                | 2                 | 4  | 1               |
| 3     | Alemanha       | 1               |                  |                   | 1  | 4               |
| 4     | Canadá         |                 | 2                |                   | 2  | 3               |
| 5     | China          |                 |                  | 1                 | 1  | 4               |
| 5     | Itália         |                 |                  | 1                 | 1  | 4               |
| TOTAL | TOTAL          | 4               | 4                | 4                 | 12 | —               |